# Magnolia coco
Espèce
Statut de conservation UICN

 DD  : Données insuffisantes
Magnolia coco est une espèce de plantes à fleurs de la famille des Magnoliacées. C'est un arbuste ou un petit arbre originaire d'Asie.

## Description
C'est un arbuste ou un petit arbre.

## Répartition et habitat
L'espèce est trouvée dans le sud de la Chine, au nord du Vietnam et à Taïwan.
Elle pousse en milieu tropical humide.